# ウィング・コマンダー
ウィング・コマンダー（英：Wing Commander）は、アメリカで1999年3月12日に公開された映画で、コンピュータゲーム『ウィングコマンダー』を原作とする。
日本では2000年5月6日に公開された。

## ストーリー
西暦2654年。宇宙に浮かぶ惑星群。地表を巨大な兵器群で埋め尽くされたこの惑星の真の姿は、地球連邦が極秘に建設した移動式艦隊基地ペガサスだった。このペガサスを地球外生命体のキルラーに奇襲され、人工知能コンピュータのナブコムを奪われてしまう。

## キャスト
- ブレア中尉：フレディ・プリンゼJr
- サンスキー艦長：デヴィッド・スーシェ
- デブロー：サフロン・バロウズ
- ハンター：リチャード・ディレイン

### 吹き替え
- ブレア中尉:松本保典
- サンスキー艦長：小山武宏
- デブロー：深見梨加
- ハンター：てらそままさき
- マーシャル：平田広明

## スタッフ
- 原作・監督：クリス・ロバーツ
- 製作：トッド・モイヤー
- 脚本：ケヴィン・ドロニー
- 撮影：ティエリー・アルボガスト
- 音楽：ケヴィン・カイナー
- テーマ音楽：デヴィッド・アーノルド